# Лопес, Лисандро (1983)
Лиса́ндро Ло́пес (исп. Lisandro López; род. 2 марта 1983, Буэнос-Айрес) — аргентинский футболист, выступавший на позиции нападающего.

## Биография
Начав свою карьеру в клубе «Расинг» из Авельянеды в 2003 году, Лича уже через год стал лидером команды и лучшим бомбардиром чемпионата Аргентины. В 2005 году он помог своему клубу занять третье место в чемпионате Аргентины.
Летом 2005 года Лисандро перешёл в «Порту» за 2,5 миллиона евро. Под руководством Ко Адриансе Лопес быстро завоевал место в основном составе. В первом сезоне в Португалии он сыграл 28 игр и забил 8 голов, включая 1 гол в Лиге чемпионов, а «Порту» выиграл чемпионат Португалии и завоевал Кубок Португалии. В следующем сезоне Лисандро помог клубу второй раз подряд выиграть чемпионат Португалии, а также победить в Суперкубке Португалии, сыграв 31 игру и забив 8 голов.
В сезоне 2007/08 Лисандро показал хорошие результаты, забив 24 мяча в 27 матчах и став лучшим бомбардиром лиги.
В летнее трансферное окно 2009 года Лопес перешёл в лионский «Олимпик». Сумма трансфера оценивается в 24 миллиона евро. В «Олимпике» Лопес брался на замену Кариму Бензема, который перешёл в мадридский «Реал». Аргентинский форвард смог сполна справиться с этой задачей, став новым лидером французского клуба. Зачастую Лопес появлялся на поле с капитанской повязкой.
В августе 2013 года Лопес, после четырёх лет пребывания во Франции, перешёл в клуб из Катара «Аль-Гарафа». Сумма сделки составила около 7 млн евро. 20 февраля 2015 года на правах свободного агента Лисандро Лопес подписал контракт с «Интернасьоналом» из Порту-Алегри.
1 января 2016 года на правах свободного агента Лисандро Лопес подписал контракт с «Расингом» из Авельянеды.
25 января 2021 года Лопес перешёл по свободному трансферу в клуб MLS «Атланта Юнайтед». За американский клуб дебютировал 6 апреля в первом матче 1/8 финала Лиги чемпионов КОНКАКАФ 2021 против коста-риканского «Алахуэленсе». 18 мая 2021 года контракт Лопеса с «Атлантой Юнайтед» был расторгнут по взаимному согласию сторон. Лисандро вернулся в «Расинг» по семейным обстоятельствам — ему необходимо было быть рядом со своей матерью.

## Достижения

### Командные
«Порту»
- Чемпион Португалии: 2005/06, 2006/07, 2007/08, 2008/09
- Обладатель Кубка Португалии: 2005/06, 2008/09
- Обладатель Суперкубка Португалии: 2006

«Олимпик» (Лион)
- Обладатель Кубка Франции: 2011/12

«Интернасьонал»
- Чемпион Лиги Гаушу: 2015

«Расинг»
- Чемпион Аргентины: 2018/19

### Личные
- Лучший бомбардир чемпионата Аргентины: 2004 (Апертура)
- Лучший бомбардир чемпионата Португалии: 2007/08
- Футболист года в Португалии: 2008
- Футболист года во Франции по версии НСПФ: 2010[12]

## Клубная статистика
| Клуб             | Сезон            | Лига | Лига | Кубок | Кубок | Кубок Лиги | Кубок Лиги | Лига Чемпионов | Лига Чемпионов | Итого | Итого |
| Клуб             | Сезон            | Игры | Голы | Игры  | Голы  | Игры       | Голы       | Игры           | Голы           | Игры  | Голы  |
| ---------------- | ---------------- | ---- | ---- | ----- | ----- | ---------- | ---------- | -------------- | -------------- | ----- | ----- |
| Расинг           | 2002/03          | 3    | 0    | -     | -     | -          | -          | -              | -              | 3     | 0     |
| Расинг           | 2003/04          | 30   | 8    | -     | -     | -          | -          | -              | -              | 30    | 8     |
| Расинг           | 2004/05          | 37   | 18   | -     | -     | -          | -          | -              | -              | 37    | 18    |
| Расинг           | Всего            | 70   | 26   | -     | -     | -          | -          | -              | -              | 70    | 26    |
| Порту            | 2005/06          | 26   | 7    | 1     | 0     | -          | -          | 2              | 1              | 29    | 8     |
| Порту            | 2006/07          | 25   | 8    | 0     | 0     | -          | -          | 8              | 3              | 33    | 11    |
| Порту            | 2007/08          | 27   | 24   | 4     | 0     | 0          | 0          | 8              | 3              | 39    | 27    |
| Порту            | 2008/09          | 28   | 10   | 4     | 1     | 0          | 0          | 10             | 6              | 42    | 17    |
| Порту            | Всего            | 106  | 49   | 9     | 1     | 0          | 0          | 28             | 13             | 143   | 63    |
| Лион             | 2009/10          | 33   | 15   | 2     | 0     | 2          | 2          | 12             | 7              | 49    | 24    |
| Лион             | 2010/11          | 27   | 17   | 2     | 0     | 1          | 0          | 5              | 2              | 35    | 19    |
| Лион             | 2011/12          | 28   | 16   | 6     | 7     | 3          | 1          | 6              | 1              | 43    | 25    |
| Лион             | 2012/13          | 31   | 11   | 0     | 0     | 1          | 0          | 6              | 2              | 38    | 13    |
| Лион             | 2013/14          | -    | -    | -     | -     | -          | -          | 2              | 0              | 2     | 0     |
| Лион             | Всего            | 119  | 59   | 10    | 7     | 7          | 3          | 31             | 12             | 167   | 81    |
| Всего за карьеру | Всего за карьеру | 295  | 134  | 19    | 8     | 7          | 3          | 59             | 25             | 380   | 170   |